# Vindsflugor
Vindsflugor (Pollenia) är ett släkte av flugor som hör till familjen spyflugor. Släktets namn kommer av att flugorna ofta övervintrar inomhus, på vindar eller andra liknande utrymmen där de då ibland kan återfinnas i stort antal. Det finns 9 arter i Sverige.

## Kännetecken
Vindsflugor är cirka 6–10 millimeter stora, robust byggda och håriga flugor med genomskinliga vingar. Olikt många andra spyflugor har de ingen särskild metallskimmer. 

## Levnadssätt
Vindsflugor lägger ägg i jorden och deras larver lever som parasiter på daggmaskar. De fullbildade flugorna söker på hösten upp lämpliga övervintringsplatser, till exempel håligheter i träd men också svala vindar och andra utrymmen under taket på bostadshus och andra byggnader. 
Vindsflugorna sitter stilla under övervintringen, men om det utrymme där de övervintrar tillfälligt värms upp eller om flugorna blir störda kan de vakna till och flyga omkring. Deras beteende och flygsätt är oftast lite slött och klumpigt. 

## Åtgärder vid förekomst inomhus
Vindsflugor gör ingen skada inomhus utan söker sig ut igen till våren. Men om vindsflugor övervintrar i mycket stort antal i ett bostadshus kan de upplevs som besvärande. Råd och hjälp för att åtgärda problemet kan fås av företag som bekämpar skadedjur. Problem med vindsflugor kan förebyggas genom åtgärder för att förhindra att flugorna tar sig in i bostaden.